# Amphinomé
Dans la mythologie grecque, Amphinomé (en grec ancien Ἀμφινόμη / Amphinómê) est une Néréide, fille de Nérée et de Doris, citée par  Homère et Hygin  dans leurs listes de Néréides. 

## Étymologie
Amphinomé est une Néréide représentant la générosité de la mer, son nom signifiant littéralement « elle du pâturage environnant ».

## Famille
Ses parents sont le dieu marin primitif Nérée, surnommé le vieillard de la mer, et l'océanide Doris. Elle est l'une de leur multiples filles, les Néréides. Elle est l'une de leur multiples filles, les Néréides, généralement au nombre de cinquante, et a un frère unique, Néritès. Pontos (le Flot) et Gaïa (la Terre) sont ses grands-parents paternels, Océan et Téthys ses grands-parents maternels.

## Mythologie
Amphinomé est mentionnée comme l'une des 32 Néréides qui se rassemblent sur la côte de Troie, remontant des profondeurs de la mer pour pleurer avec Thétis la mort future de son fils Achille dans l'Illiade d'Homère.

## Évocation moderne

### Biologie
Le genre de vers marins des Amphinome, tout comme l'ordre des Amphinomidae et la famille des Amphinomida auquel il appartient, eux aussi des ensembles de vers marins, lui doivent leur nom.